# Pachyloides tucumanus
Pachyloides tucumanus is een hooiwagen uit de familie Gonyleptidae.